# Yumemiru uchū
Yumemiru uchū (夢見る宇宙) è un album in studio del gruppo musicale giapponese Buck-Tick, pubblicato nel 2012.

## Tracce
1. Elise no Tame ni -Rock For Elise- (エリーゼのために -ROCK for Elise-) – 4:24 (testo: Imai – musica: Imai)
2. Climax Together – 4:53 (testo: Imai – musica: Imai)
3. Lady Skeleton – 4:07 (testo: Sakurai – musica: Imai)
4. Ningyo -Mermaid- (人魚 -mermaid-) – 4:04 (testo: Sakurai – musica: Hoshino)
5. Yumeji (夢路) – 4:03 (testo: Sakurai – musica: Hoshino)
6. Only You -We Are Not Alone- – 4:06 (testo: Imai – musica: Imai)
7. Kinji Rareta Asobi -Adult Children- (禁じられた遊び -ADULT CHILDREN-) – 5:02 (testo: Sakurai – musica: Imai)
8. Yasou (夜想) – 3:50 (testo: Sakurai – musica: Imai)
9. Inter Raptor – 4:02 (testo: Sakurai – musica: Imai)
10. Miss Take –I'm Not Miss Take- – 4:48 (testo: Imai – musica: Imai)
11. Yume Miru Uchuu -Cosmix- (夢見る宇宙 -cosmix-) – 4:27 (testo: Sakurai – musica: Imai)

## Formazione
- Atsushi Sakurai - voce
- Hisashi Imai - chitarra, cori, rumori
- Hidehiko Hoshino - chitarra, cori
- Yutaka Higuchi - basso
- Toll Yagami - batteria